# Diaphnocoris
Diaphnocoris is een geslacht van wantsen uit de familie van de Miridae (blindwantsen). Het geslacht werd voor het eerst wetenschappelijk beschreven door Leonard A. Kelton in 1961.

## Soorten
Het genus bevat de volgende soorten:

- Diaphnocoris chlorionis Say, 1832
- Diaphnocoris provancheri Burque, 1887
- Diaphnocoris ulmi Knight, 1927